# De Monarchia

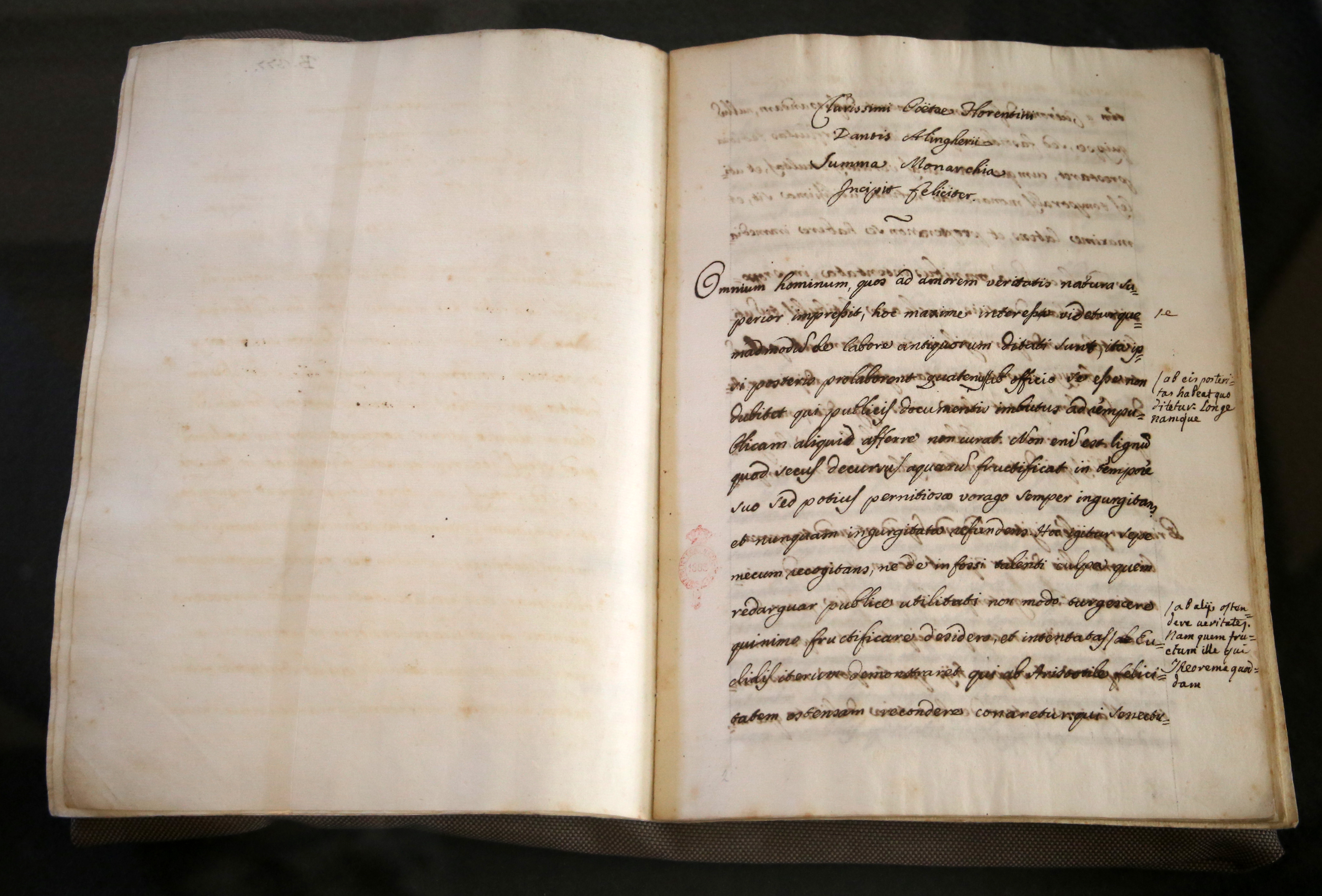
De Monarchia (1700-50s)

Monarchia é um tratado sobre o poder secular e religioso por Dante Alighieri (1265-1321). Com este texto em latim, o poeta interveio em um dos temas mais controversos do seu período: a relação entre a autoridade secular (representada pelo Imperador do Sacro Império Romano-Germânico) e a autoridade religiosa (representada pelo Papa). O ponto de vista de Dante é conhecido neste problema, uma vez que durante a sua atividade política ele lutou para defender a autonomia do governo da cidade de Florença da demanda temporal do papa Bonifácio VIII.

## Data
De acordo com a cronologia mais aceita, Monarchia foi composta nos anos 1312-13, ou seja, o tempo da viagem de Henrique VII de Luxemburgo a Itália; de acordo com  outros, a data da composição deve ter sido por volta de 1308; e ainda outros, estimam ela ter ocorrido em 1318, pouco antes da morte do autor, em 1321.

## Argumento
Monarchia é composta de três livros, mas o mais significativo é o terceiro, em que Dante confronta mais explicitamente o tema das relações entre o papa e o imperador. Dante em primeiro lugar, condena a concepção teocrática do poder elaborada pela Igreja Católica e solenemente confirmada pelo Papa Bonifácio VIII na bula Unam sanctam de 1302.
Contra essa concepção teocrática, Dante expressou a necessidade de uma Germânia forte e propôs a ideia de que o homem exerce essencialmente dois extremos: a felicidade da vida terrena e a da vida eterna. Dante afirma que ao Papa é atribuída a gestão da vida eterna dos homens (embora ele ainda reconheça este como o maior dos dois), mas ao imperador é atribuída a tarefa de levar os homens à felicidade terrena. Assim ele defende a autonomia da esfera temporal (o imperador) da esfera espiritual (o Papa); e que, portanto, a autoridade pontifícia não deve influenciar a do imperador em suas tarefas subsequentes e vice-versa.
Dante quis demonstrar que o Imperador e o Papa são ambos humanos, e que ambos derivam seu poder e autoridade diretamente de Deus. Dante argumenta que o homem é o único a ocupar uma posição intermediária entre a "corruptibilidade e incorruptibilidade". Considerando que o homem é composto de duas partes, isto é, a alma e o corpo, ele é corruptível em termos de corpo — só em termos da alma ele é incorruptível. O homem, então, tem a função de unir corruptibilidade com incorruptibilidade. O Papa e o Imperador eram ambos humanos, e nenhum possui o poder sobre o outro. Somente um poder superior poderia julgar as duas "espadas igualmente", uma vez que a cada uma foi concedido o poder, por Deus, para governar sobre seus domínios respectivos.